# Dallıbahçe
Dallıbahçe (kurd. Eresk) ist ein Dorf im südlichen Teil des Landkreises Nazımiye in der türkischen Provinz Tunceli. Dallıbahçe liegt ca. 8 km südöstlich von Nazımiye. Dallıbahçe ist gleichzeitig ein Bucak, zu dem insgesamt 6 Dörfer gehören. Diese sind Aşağıdoluca, Ballıca, Bostanlı, Yazgeldi, Yukarıdoluca und Dallıbahçe selbst.
Anfang der 1990er Jahre war Dallıbahçe Schauplatz heftiger Auseinandersetzungen zwischen der PKK und den Sicherheitskräften. Damals lebten dort 245 Menschen. Von den sechs Dörfern im Bucak wurden in dieser Zeit vier geräumt und davon drei niedergebrannt. 1997 war das Dorf unbewohnt. Im Jahre 2009 hatte Dallıbahçe 33 Einwohner.
In den Jahren 2008 und 2009 gehörten Dallıbahçe und Umgebung zum Operationsgebiet der PKK und waren Schauplatz entsprechender staatlicher Sicherheitsmaßnahmen und militärischer Operationen.